# Women's National Basketball Association 2003
La Women's National Basketball Association 2003 è stata la settima edizione della lega professionistica statunitense.
Vi partecipavano quattordici franchigie, divise in due conference. Al termine della stagione regolare (34 gare), le prime quattro di ogni raggruppamento si giocavano in semifinali e finali il titolo della conference; le due vincenti giocavano la finale WNBA.
Il titolo è stato conquistato per la prima volta dalle Detroit Shock. La Most Valuable Player è stata Lauren Jackson delle Seattle Storm, che non si sono nemmeno qualificate per i play-off.

## Stagione regolare

### Eastern Conference
|  |    | Classifica finale 2003 | Pt | G  | V  | P  | PtF | PtS |
|  | -- | ---------------------- | -- | -- | -- | -- | --- | --- |
|  | 1. | Detroit Shock          | -  | 34 | 25 | 9  | -   | -   |
|  | 2. | Charlotte Sting        | -  | 34 | 18 | 16 | -   | -   |
|  | 3. | Connecticut Sun        | -  | 34 | 18 | 16 | -   | -   |
|  | 4. | Cleveland Rockers      | -  | 34 | 17 | 17 | -   | -   |
|  | 5. | New York Liberty       | -  | 34 | 16 | 18 | -   | -   |
|  | 6. | Indiana Fever          | -  | 34 | 16 | 18 | -   | -   |
|  | 7. | Washington Mystics     | -  | 34 | 9  | 25 | -   | -   |

### Western Conference
|  |    | Classifica finale 2003   | Pt | G  | V  | P  | PtF | PtS |
|  | -- | ------------------------ | -- | -- | -- | -- | --- | --- |
|  | 1. | Los Angeles Sparks       | -  | 34 | 24 | 10 | -   | -   |
|  | 2. | Houston Comets           | -  | 34 | 20 | 14 | -   | -   |
|  | 3. | Sacramento Monarchs      | -  | 34 | 19 | 15 | -   | -   |
|  | 4. | Minnesota Lynx           | -  | 34 | 18 | 16 | -   | -   |
|  | 5. | Seattle Storm            | -  | 34 | 18 | 16 | -   | -   |
|  | 6. | San Antonio Silver Stars | -  | 34 | 12 | 22 | -   | -   |
|  | 7. | Phoenix Mercury          | -  | 34 | 8  | 26 | -   | -   |

## Play-off
|  | Semifinali Conference | Semifinali Conference | Semifinali Conference | Semifinali Conference | Semifinali Conference |  |  | Finali Conference | Finali Conference | Finali Conference | Finali Conference | Finali Conference |             |             | Finali WNBA   | Finali WNBA   | Finali WNBA   | Finali WNBA   | Finali WNBA   |  |
|  |                       |                       |                       |                       |                       |  |  |                   |                   |                   |                   |                   |             |             |               |               |               |               |               |  |
|  | 1EC                   | Detroit Shock         | Detroit Shock         | Detroit Shock         | Detroit Shock         |  |  |                   |                   |                   |                   |                   |             |             |               |               |               |               |               |  |
|  | 4EC                   | Cleveland Rockers     | Cleveland Rockers     | Cleveland Rockers     | Cleveland Rockers     |  |  | Detroit Shock     | Detroit Shock     | Detroit Shock     | Detroit Shock     | Detroit Shock     |             |             |               |               |               |               |               |  |
|  | 2EC                   | Charlotte Sting       | Charlotte Sting       | Charlotte Sting       | Charlotte Sting       |  |  | Connecticut Sun   | Connecticut Sun   | Connecticut Sun   | Connecticut Sun   | Connecticut Sun   |             |             |               |               |               |               |               |  |
|  | 3EC                   | Connecticut Sun       | Connecticut Sun       | Connecticut Sun       | Connecticut Sun       |  |  |                   |                   |                   |                   |                   |             |             | Detroit Shock | Detroit Shock | Detroit Shock | Detroit Shock | Detroit Shock |  |
|  | 1WC                   | L.A. Sparks           | L.A. Sparks           | L.A. Sparks           | L.A. Sparks           |  |  |                   |                   | L.A. Sparks       | L.A. Sparks       | L.A. Sparks       | L.A. Sparks | L.A. Sparks |               |               |               |               |               |  |
|  | 4WC                   | Minnesota Lynx        | Minnesota Lynx        | Minnesota Lynx        | Minnesota Lynx        |  |  | L.A. Sparks       | L.A. Sparks       | L.A. Sparks       | L.A. Sparks       | L.A. Sparks       |             |             |               |               |               |               |               |  |
|  | 2WC                   | Houston Comets        | Houston Comets        | Houston Comets        | Houston Comets        |  |  | Sacramento Mon.s  | Sacramento Mon.s  | Sacramento Mon.s  | Sacramento Mon.s  | Sacramento Mon.s  |             |             |               |               |               |               |               |  |
|  | 3WC                   | Sacramento Mon.s      | Sacramento Mon.s      | Sacramento Mon.s      | Sacramento Mon.s      |  |  |                   |                   |                   |                   |                   |             |             |               |               |               |               |               |  |

## Vincitore
| Campione WNBA 2003        |
| ------------------------- |
| Detroit Shock (1º titolo) |

## Statistiche
| Categoria             | Giocatore          | Squadra                  | Stat |
| --------------------- | ------------------ | ------------------------ | ---- |
| Punti per gara        | Lauren Jackson     | Seattle Storm            | 21,2 |
| Rimbalzi per gara     | Chamique Holdsclaw | Washington Mystics       | 10,9 |
| Assist per gara       | Ticha Penicheiro   | Sacramento Monarchs      | 6,7  |
| Palle rubate per gara | Sheryl Swoopes     | Houston Comets           | 2,5  |
| Stoppate per gara     | Margo Dydek        | San Antonio Silver Stars | 2,9  |
| FG%                   | Tamika Williams    | Minnesota Lynx           | 66,8 |
| FT%                   | Becky Hammon       | New York Liberty         | 95,1 |
| 3FG%                  | Becky Hammon       | New York Liberty         | 46,9 |

## Premi WNBA
- WNBA Most Valuable Player: Lauren Jackson, Seattle Storm
- WNBA Defensive Player of the Year: Sheryl Swoopes, Houston Comets
- WNBA Coach of the Year: Bill Laimbeer, Detroit Shock
- WNBA Rookie of the Year: Cheryl Ford, Detroit Shock
- WNBA Most Improved Player: Michelle Snow, Houston Comets
- WNBA Finals Most Valuable Player: Ruth Riley, Detroit Shock
- All-WNBA First Team:
  - Sue Bird, Seattle Storm
  - Tamika Catchings, Indiana Fever
  - Lauren Jackson, Seattle Storm
  - Lisa Leslie, Los Angeles Sparks
  - Katie Smith, Minnesota Lynx
- All-WNBA Second Team:
  - Swin Cash, Detroit Shock
  - Cheryl Ford, Detroit Shock
  - Deanna Nolan, Detroit Shock
  - Sheryl Swoopes, Houston Comets
  - Nikki Teasley, Los Angeles Sparks